# Kristen Pfaff

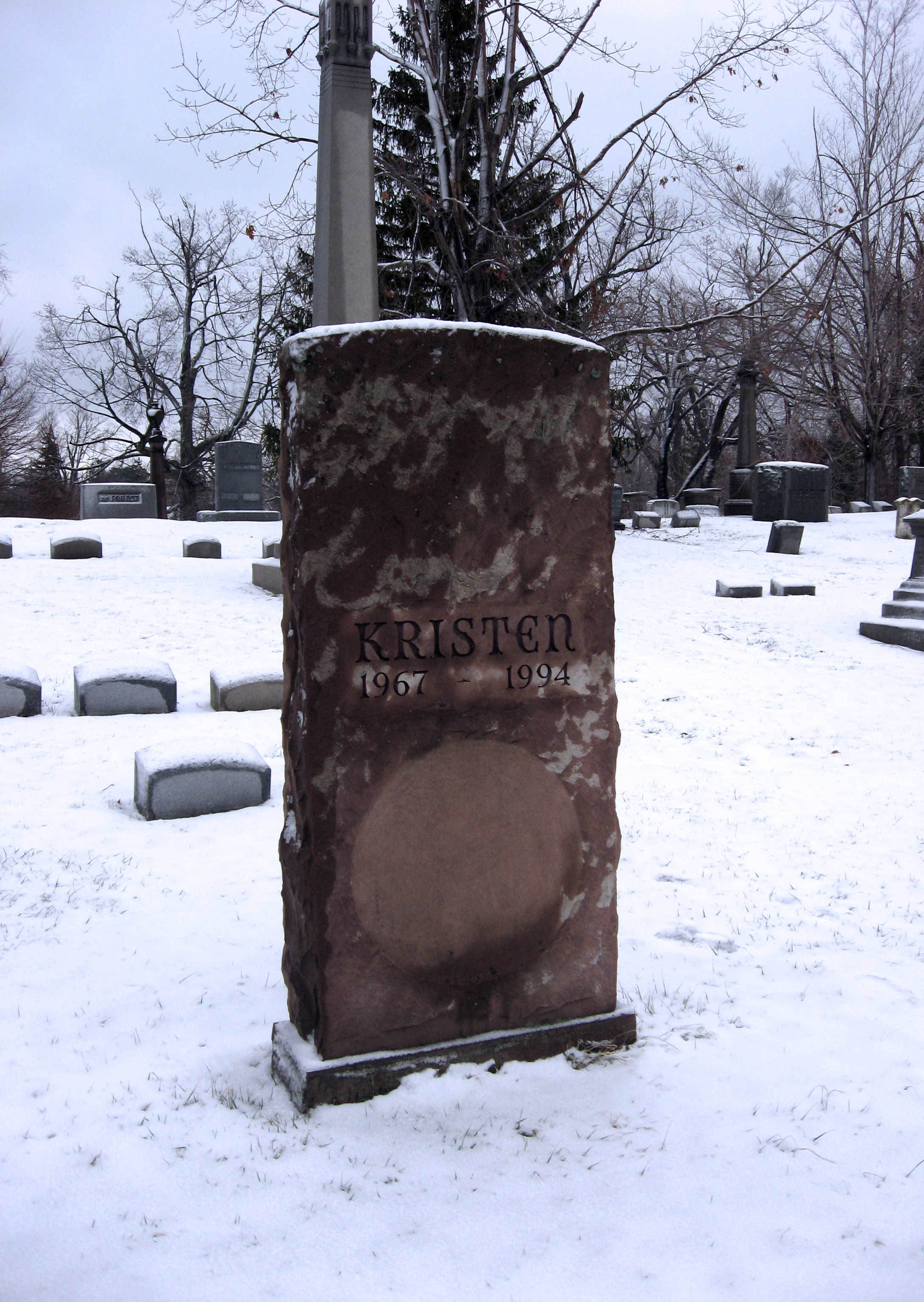
Kristen Pfaffs grav på Forest Lawn Cemetery.

Kristen Marie Pfaff, född 26 maj 1967 i Buffalo, New York, USA, död 16 juni 1994 i Seattle, Washington, var en amerikansk basist.

## Biografi
Kristen Pfaff var basist i bandet Janitor Joe, innan hon 1993 tog över efter Leslie Hardy som basist i bandet Hole. Hon hade studerat vid University of Minnesota. Hon var ihop med musikern Eric Erlandson, gitarrist i Hole.
Kristen Pfaff avled av en överdos heroin den 16 juni 1994. Hon vilar på Forest Lawn Cemetery i Buffalo.

## Diskografi (urval)
- 1994 – Live Through This, Hole